# Principado de Anhalt-Bernburgo
Anhalt-Bernburg foi um principado alemão que existiu até 1863, sua capital era Bernburg. O principado foi criado em 1252 quando o principado de Anhalt foi dividido entre Anhalt-Aschersleben, Anhalt-Bernburg e Anhalt-Zerbst. Após a família governante tornar-se extinta em 1468, Anhalt-Bernburg foi incorporada a  Anhalt-Zerbst. Este último foi dividido em 1603 entre as linhagens de Anhalt-Dessau, Anhalt-Köthen, Anhalt-Plötzkau, Anhalt-Bernburg e Anhalt-Zerbst. Em 1635 a linhagem de Anhalt-Harzgerode, que existiu até  1709, se separou de Anhalt-Bernburg. Em 1718, o principado de Anhalt-Bernburg-Schaumburg-Hoym foi criado e, em 1812, unido a Anhalt-Bernburg. Em 1847, Anhalt-Bernburg herdou o principado de Anhalt-Köthen. Após a morte do último príncipe de Anhalt-Bernburg, o principado foi anexado por Anhalt-Dessau.
Em 1803 o principado passou à condição de ducado.

## Príncipes de Anhalt-Bernburg 1252–1468
- 1252–1287 Bernardo I
- 1287–1291 João I (co-regente)
- 1287–1323 Bernardo II
- 1323–1348 Bernardo III
- 1348–1354 Bernardo IV
- 1354–1374 Henrique IV
- 1374–1404 Otão III
- 1404–1420 Bernardo V
- 1404–1415 Otão IV (co-regente)
- 1420–1468 Bernardo VI

continua em Anhalt-Zerbst

## Príncipes of Anhalt-Bernburg 1603–1803
- 1603–1630 Cristiano I
- 1630–1656 Cristiano II
- 1656–1718 Vítor Amadeus
- 1718–1721 Carlos Frederico
- 1721–1765 Vítor Frederico
- 1765–1796 Frederico Alberto
- 1796–1803 Aleixo Frederico Cristiano

Elevado à Ducado

## Duques de Anhalt-Bernburg 1803–1863
- 1803–1834 Aleixo Frederico Cristiano
- 1834–1863 Alexandre Carlos

reunido com Anhalt